# Władysław Skwarka
Władysław Skwarka (ur. 14 maja 1952 w Łodzi) – urzędnik, radny Rady Miejskiej w Łodzi (1990–2024), jeden z najdłużej urzędujących radnych w Polsce.

## Życiorys
Jest absolwentem socjologii w Akademii Nauk Społecznych w Warszawie. Przed zmianami ustrojowymi w 1989 roku należał do PZPR. Po przemianach w związku z przynależnością do partii miał trudności ze znalezieniem pracy i pracował jako kioskarz. W 1990 był współzałożycielem i członek rady krajowej Socjaldemokracji Rzeczypospolitej Polskiej. W 1999, pomimo przekształcenia SdRP został członkiem SLD, był także członkiem Krajowego Sądu Partyjnego partii.
W latach 1990–2024, przez VIII kadencji, był radnym Rady Miejskiej w Łodzi. W 2024 nie ubiegał się o reelekcję. Jako radny, początkowo z ramienia SdRP, a następnie SLD był m.in. przewodniczącym Komisji Finansów, Budżetu i Polityki Podatkowej. Sąd Partyjny Nowej Lewicy (dawne SLD) usunął go ze struktur partii wraz z Małgorzatą Niewiadomską-Cudak i Sylwestrem Pawłowskim w 2021, w wyniku ich odejścia z klubu radnych SLD w Radzie Miejskiej w Łodzi, w wyniku wewnątrzpartyjnego konfliktu. Radni Ci wówczas przystąpili do nowego klubu Łódzka Lewica (od 2022 pod nazwą Niezależni Socjaldemokraci). Od 2002 pełni stanowisko dyrektora Oddziału PFRON w Łodzi.

## Wyróżnienia
- list gratulacyjny (2009), dla osób zasłużonych dla środowiska osób niewidomych[11],
- „Brązowe Wielkie Serce” (2011) przyznane przez Stowarzyszenie „Mamy Wielkie Serca”,
- „Srebrne Wielkie Serce” (2011) przyznane przez Stowarzyszenie „Mamy Wielkie Serca”[12],
- Odznaka „Za Zasługi dla Miasta Łodzi” (2020)[13].